# Jewgienij Rymariew
Jewgienij Władimirowicz Rymariew, ros. Евгений Владимирович Рымарев (ur. 9 września 1988 w Ust-Kamienogorsku, Kazachska SRR) – kazachski hokeista, reprezentant Kazachstanu.

## Kariera
- Kazcynk-Torpedo 2 (2004-2007)
- Kazcynk-Torpedo (2007-2008)
- Barys Astana (2008-2011)
- Barys Astana 2 (2009-2012)
- HK Astana (2012)
- Kazcynk-Torpedo (2012-2014)
- Barys Astana (2014)
- Saryarka Karaganda (2014-2015)
- Barys Astana (2015)
- Kazcynk-Torpedo (2015-2016)
- Barys Astana (2016-2017)
- Torpedo Ust-Kamienogorsk (2017-2020)
  -  Ust-Kamienogorsk (2019)
- Jugra Chanty-Mansyjsk (2020-2022)
- AKM Tuła (2022-2023)
- Jugra Chanty-Mansyjsk (2023)
- Barys Astana (2023-)

Wychowanek Torpeda Ust-Kamienogorsk. Od grudnia 2014 zawodnik Saryarki. Od maja do grudnia 2015 ponownie zawodniku Barysu Astana. Od grudnia 2015 ponownie zawodnik Kazcynk-Torpedo. Od czerwca 2016 ponownie zawodnik Barysu. Później powrócił do Torpedo. W maju 2020 przeszedł do Jugry Chanty-Mansyjsk. Od maja 2022 zawodnik AKM Nowomoskowsk. Po sezonie 2022/2023 odszedł z klubu. W czerwcu 2023 ponownie trafił do Jugry, a w listopadzie tego roku powrócił do Barysu.
Uczestniczył w turniejach 2009, 2010, 2011 (Dywizja I), 2012 (Elita), 2014 (Elita), 2015 (Dywizja I), 2016 (Elita), 2018, 2019 (Dywizja I), 2021 (Elita) oraz hokeja mężczyzn na Zimowej Uniwersjadzie 2013.

## Sukcesy
Reprezentacyjne
- Awans do MŚ do lat 20 Dywizji I: 2007
- Złoty medal zimowych igrzysk azjatyckich: 2011
- Awans do MŚ Elity: 2009, 2015, 2019
- Srebrny medal zimowej uniwersjady: 2013

Klubowe
- Brązowy medal mistrzostw Kazachstanu: 2008 z Kazcynk-Torpedo
- Srebrny medal mistrzostw Kazachstanu: 2011 z Barysem 2 Astana
- Puchar Jedwabnego Szlaku: 2021 z Jugrą
- Złoty medal WHL /  Puchar Bratina: 2021 z Jugrą

Indywidualne
- Mistrzostwa świata do lat 18 Dywizji I w 2006:
  - Pierwsze miejsce w klasyfikacji strzelców turnieju: 7 goli
- Mistrzostwa świata do lat 20 Dywizji I w 2008:
  - Pierwsze miejsce w klasyfikacji strzelców turnieju: 6 goli
  - Jeden z trzech najlepszych zawodników reprezentacji na turnieju
- Mistrzostwa Świata w Hokeju na Lodzie 2009/I Dywizja:
  - Pierwsze miejsce w klasyfikacji strzelców turnieju: 5 goli
- Wysszaja Chokkiejnaja Liga (2012/2013):
  - Pierwsze miejsce w klasyfikacji +/- w sezonie zasadniczym: +26
- Wysszaja Chokkiejnaja Liga (2013/2014):
  - Najlepszy napastnik miesiąca - październik 2013
- Mistrzostwa Świata w Hokeju na Lodzie 2015/I Dywizja#Grupa A:
  - Trzecie miejsce w klasyfikacji strzelców turnieju: 3 gole[13]
  - Szóste miejsce w klasyfikacji asystentów turnieju: 3 asysty[14]
  - Trzecie miejsce w klasyfikacji kanadyjskiej turnieju: 6 punktów[15]
- Mistrzostwa Świata w Hokeju na Lodzie 2018/I Dywizja#Grupa A:
  - Drugie miejsce w klasyfikacji asystentów turnieju: 4 asysty[16]
- Sezon Wysszaja Chokkiejnaja Liga (2019/2020):
  - Drugie miejsce w klasyfikacji strzelców w sezonie zasadniczym: 28 goli[17]
  - Szóste miejsce w klasyfikacji asystentów w sezonie zasadniczym: 26 asyst[18]
  - Trzecie miejsce w klasyfikacji kanadyjskiej w sezonie zasadniczym: 54 punkty[19]